# Emblem der Türkischen Republik Nordzypern
Das Emblem der Türkischen Republik Nordzypern (Türkisch: Kuzey Kıbrıs Türk Cumhuriyeti Resmi Amblemi) wurde auf der Grundlage des Wappens der Republik Zypern von İsmet Güney entworfen. Die heutige Form erhielt das Emblem am 27. März 2007. Die Spezifikationen und die Verwendung des Emblems sind im Paragraphen 94 der Verfassung der Türkischen Republik Nordzypern geregelt.

## Beschreibung

Wappen der Republik Zypern

Auf goldenem Schild ist eine nach links senkrecht aufliegende, silberne Taube mit einem grünen Olivenzweig im Schnabel abgebildet. Ein grüner Lorbeerkranz umgibt den Schild, auf dem ein Halbmond mit Stern liegt. Zwischen dem Schild und dem liegenden Halbmond steht die Jahreszahl 1983.

## Bedeutung

### Taube
Die Flügel der Taube sind gespreizt und der Kopf richtet sich nach oben, sie ist kurz vor dem Abheben. Sie stellt das weltoffene Ideal der türkisch-zypriotischen Bevölkerung und das ständige Streben nach Fortschritt dar.

### Schild
Der Schild ist angelehnt an den Schild im Wappen des Osmanischen Reiches.

### Olivenzweig
Auf dem Olivenzweig befinden sich fünf Oliven, sie stehen für die fünf Distrikte der Türkischen Republik Nordzypern: Lefkoşa, Girne, Gazimağusa, Güzelyurt und İskele. Der Olivenzweig stellt den Willen der Zyperntürken um Frieden dar.

### Lorbeerkranz
Der Lorbeerkranz ist ein Symbol für die Kultur der Insel, er wurde bei traditionellen Ritualen verwendet und kam in Legenden vor.

### Jahreszahl
Am 15. November 1983 wurde die Unabhängigkeit der Türkischen Republik Nordzypern ausgerufen.

### Mondsichel & Stern
Die Mondsichel und der Stern symbolisiert die Zyperntürken.

## Farbspezifikation
- Grün: Pantone 341 (100C/OM/69M/30Y)
- Gelb: Pantone 116 (OC/15M/100Y/OK)

## Variationen

### Farbvarianten
Farbig & Schwarz/Weiß: Das Emblem in Grün/Gelb und Schwarz/Weiß wird in allen Institutionen des De-facto-Regimes verwendet.

### Präsident
Beim Emblem des Präsidenten der Türkischen Republik Nordzypern ist der Lorbeerkranz in goldener Farbe und der Rest des Emblems in Schwarz gehalten.